# بمب‌گذاری خانقین ۲۰۰۵
بمب‌گذاری خانقین در ۱۸ نوامبر ۲۰۰۵ روی در دو مسجد شیعیان روی داد و به قتل دهها تن انجامید.